# American Campus Communities
American Campus Communities (ACC) ist ein US-amerikanisches Unternehmen der Immobilienwirtschaft. Das Unternehmen hat sich auf die Entwicklung und die Verwaltung von Studentenwohnheimen spezialisiert. 
American Campus Communities wurde 1993 durch William Bayless und einige Partner gegründet, die Bayless 1997 herauskaufte. Im Jahr 2004 ging die, als REIT strukturierte, Gesellschaft an die Börse.
Im August 2022 übernahm die Blackstone Group ACC für 12,8 Milliarden US-Dollar.